# نبرد ایشی‌باشی‌یاما
نبرد ایشی‌باشی‌یاما (به ژاپنی: 石橋山の戦い Ishibashiyama no tatakai) یکی از نبردهای وابسته به جنگ گنپی مابین خاندان تایرا و خاندان میناموتو بود. اولین نبردی بود که در آن میناموتو نو یوریتومو که کمتر از یک دهه بعد نخستین شوگون شد، فرماندهی نیروهای خاندان میناموتو را برعهده گرفت. نبرد در تاریخ ۱۴ سپتامبر ۱۱۸۰ در جنوب غربی اوداوارا، کاناگاوا، استان کاناگاوا واقع در نزدیکی کاماکورا، کاناگاوا انجام شد و با پیروزی خاندان تایرا پایان یافت.